# بیوزاند کرانیان
بیوزاند کرانیان (ارمنی: Բիւզանդ Կռանեան؛ انگلیسی: Biwzand Kranean زادهٔ ۱ مهٔ ۱۹۱۲ - درگذشته ۳۰ اکتبر ۲۰۰۴)، شاعر، رمان‌نویس اهل ارمنستان بود.

## زندگی‌نامه
وی با نام اصلی بیوزند چکیچان در ۱ مه ۱۹۱۲ در آینتاپ به دنیا آمد. از زادگاهش گریخت و حدود یک دهه را در مصر گذراند. در دهه ۱۹۳۰ در رشته کشاورزی در دانشگاه ایالتی نیویورک تحصیل نمود. در میان دهه ۱۹۵۰ به لس آنجلس نقل مکان نمود. وی در ۳۰ اکتبر ۲۰۰۴ در سن ۹۲ سالگی در لس آنجلس درگذشت.